# ダイバーズXX
ダイバーズXX（DIVERS XX）は、1994年に山佐が開発・販売したパチスロ機である。キャッチコピーは「dive into ocean」、モチーフは浦島太郎。

## 概要

### 特徴
大ヒット機種ニューパルサーに続いて発売された、山佐4号機第2弾。山佐恒例の緑のボーナス絵柄に「カメ」を採用。小役絵柄にも、ヒトデやフグ・マンボウなど海に関するものになっている。
ゲーム性は山佐パターンによるリーチ目でボーナスを察知という、歴代山佐機種を踏襲した内容。
発売時のキャッチコピーは「Dive into Ocean」であった。

### リーチ目等に関して
- ニューパルサーでは左・右リールでチェリー付きボーナス絵柄のテンパイでボーナス確定であったが、本機では中段テンパイは中リールの条件次第でリーチ目となる（スーパープラネットと同じような法則、俗に言う中段条件式）。
- ニューパルサーには無かった「左リールボーナス絵柄無しでのリーチ目」が存在する。
- ニューパルサーで有名となった右リール下段チェリー付き7（通称ゲチェナ）は存在しないが、代わりに右リール下段カメが同様の働きをする（ただし10枚役の取りこぼしでも停止する）。
- 左リールにBAR絵柄が停止した場合、右リールにボーナス絵柄ではさめばリーチ目となる。
- カメ揃いで大当りスタートした場合のファンファーレは、唱歌の「浦島太郎」。

なお、ビッグボーナスの小役ゲーム中に変則打ちをするとリール制御がランダムに切り替わり、一定確率で強制的に小役を取りこぼすため（獲得枚数の点で）事実上リプレイハズシが封印されている。
開発者インタビューによると、ダイバーズXXの「XX」とは「保通協の検定試験を4回目で合格した」という意味があるという。

## ボーナス確率・機械割
| 設定 | BIG      | REG      | 機械割 |
| ---- | -------- | -------- | ------ |
| 1    | 1/287.44 | 1/606.82 | 94.5%  |
| 2    | 1/268.59 | 1/564.97 | 97.3%  |
| 3    | 1/256    | 1/528.52 | 99.6%  |
| 4    | 1/244.54 | 1/496.48 | 101.7% |
| 5    | 1/240.94 | 1/442.81 | 104.5% |
| 6    | 1/240.94 | 1/364.09 | 106.4% |

※機械割はメーカー発表の数値